# Thomas Remengesau, Sr.
Thomas Ongelibel Remengesau  o Thomas Remengesau, Sr. (Estado de Koror, Territorio en Fideicomiso de las Islas del Pacífico, 28 de noviembre de 1929-Koror, Palaos, 3 de agosto de 2019) fue un político de Palaos, fue vicepresidente de Palaos (1985-1988) y presidente en funciones en dos ocasiones (1985 y 1988-1989).

## Biografía
Vicepresidente de Palaos (1985-1988), fue presidente en funciones de Palaos en dos ocasiones: tras el asesinato de Haruo Remeliik (1985); y tras el suicidio de Lazarus Salii (1988-1989).
Su hijo Tommy Remengesau fue también presidente de Palaos (2001-2009).
| Predecesor: Haruo Remeliik   | Presidente de Palaos (en funciones) 1985      | Sucesor: Alfonso Oiterong  |
| Predecesor: Alfonso Oiterong | 2º vicepresidente de Palaos 1985-1988         | Sucesor: Kuniwo Nakamura   |
| Predecesor: Lazarus Salii    | Presidente de Palaos (en funciones) 1988-1989 | Sucesor: Ngiratkel Etpison |